# Almen Abdi

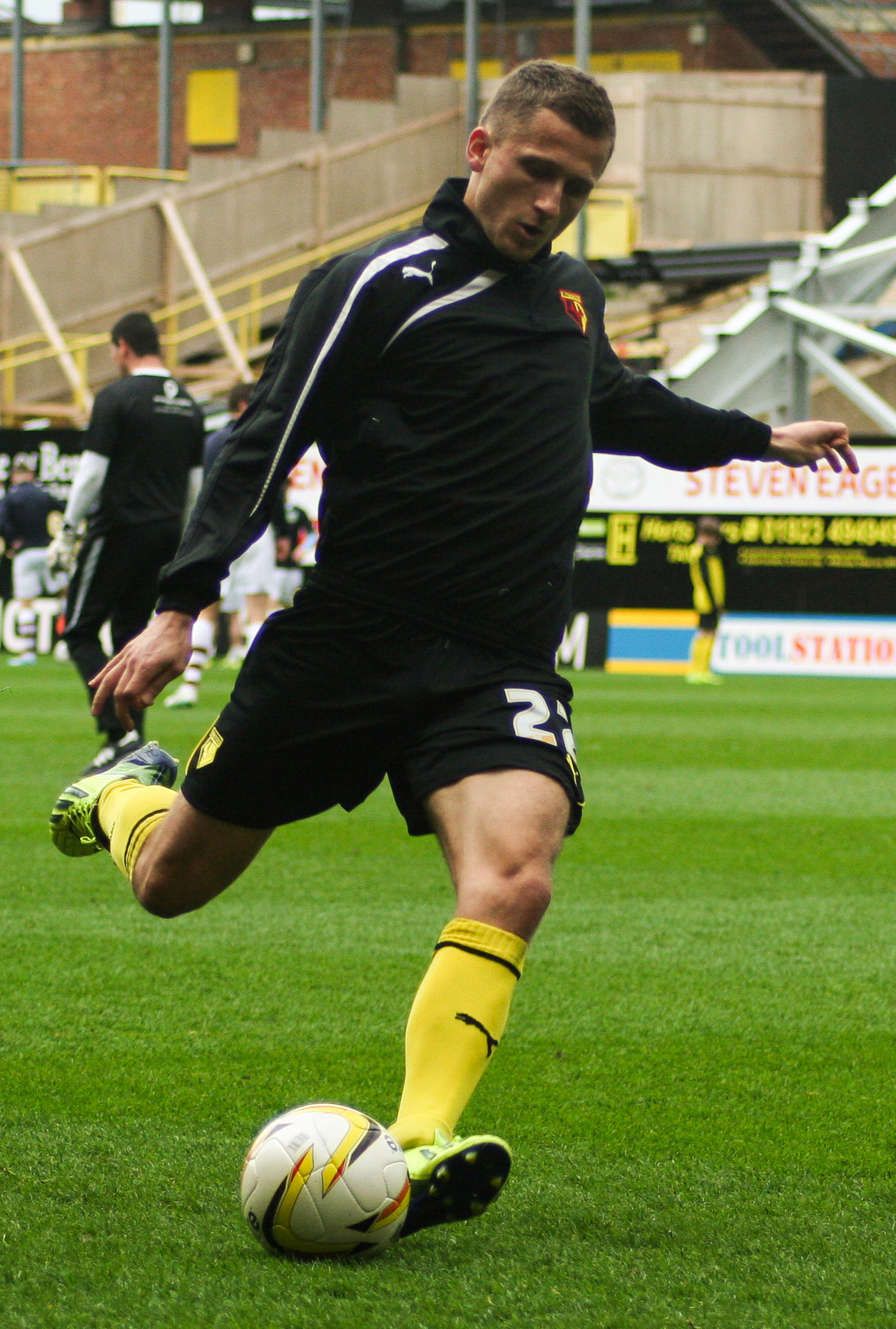
Almen Abdi (2014)

Almen Abdi (* 21. října 1986, Prizren, SFR Jugoslávie) je bývalý švýcarský fotbalový záložník a reprezentant kosovského (goranského) původu, který hraje v anglickém klubu Watford FC.

## Klubová kariéra
- FC Zürich (mládež)
- FC Zürich 2003–2009
- Le Mans FC 2009–2010
- Udinese Calcio 2010–2013
- →  Watford FC (hostování) 2012–2013
- Watford FC 2013–

## Reprezentační kariéra
Abdi reprezentoval Švýcarsko v mládežnické kategorii U21.
V A-mužstvu Švýcarska debutoval 20. 8. 2008 v přátelském utkání v Lancy proti reprezentaci Kypru (výhra 4:1).